# Isamu Yokoyama
Isamu Yokoyama (和知 鷹二, Yokoyama Isamu) (1er mars 1889 - 21 avril 1952) est un général de l'Armée impériale japonaise qui fut condamné à mort après la Seconde Guerre mondiale pour sa responsabilité de commandant dans des expériences médicales humaines sur des prisonniers alliés à l'université impériale de Kyūshū.

## Biographie
Né dans la préfecture de Chiba, Yokoyama est le fils d'un colonel de l'Armée impériale japonaise. Le clan Yokoyama est cependant originaire de la préfecture de Fukushima où ses ancêtres sont samouraïs au service du domaine d'Aizu. Il étudie dans des écoles militaires préparatoires et sort diplômé de la 21e promotion de l'Académie de l'Armée impériale japonaise en décembre 1909 puis sert dans le 3e régiment d'infanterie. Il sort ensuite diplômé de la 27e promotion de l'école militaire impériale du Japon en décembre 1915. Au début de sa carrière, il sert à l'État-major de l'Armée impériale japonaise et au ministère de la Guerre. De janvier 1925 à mars 1927, il est affecté comme attaché militaire en Allemagne. À son retour, il sert à divers postes bureaucratiques dans la production militaire et la planification des ressources. Promu lieutenant-colonel en 1929, il sert comme chef de la 2e section du conseil de planification du gouvernement. Il est transféré à l'État-major de l'armée japonaise du Guandong en avril 1932 et est promu colonel en août de la même année. Après avoir servi comme chef de la section de mobilisation au bureau de mobilisation économique du ministère de la Guerre en 1933, Yokoyama sert comme commandant de bataillon dans le 2e régiment d'infanterie en 1934 et est promu à l'État-major de la 6e division en 1936. En mars 1937, il est promu major-général.
Spécialiste des allocations de ressources, Yokoyama est nommé chef du bureau de planification du conseil des ressources du gouvernement en 1937. Il est promu lieutenant-général en août 1939. En septembre de la même année, il part au Mandchoukouo où il est nommé commandant de la 1re division. En octobre 1941, il est promu commandant de la 4e armée basée à Bei'an, la capitale d'une province du même nom du Nord du Mandchoukouo, qui est fortement fortifiée contre de possibles incursions de l'Armée rouge soviétique. Le 21 décembre 1942, il devient commandant de la 11e armée qui participe à la bataille de Changde du 2 novembre au 20 décembre 1943. Il contribue plus tard à la capture de Henyang (en) et à la bataille de Changsha durant l'opération Ichi-Go en août 1944.
Yokoyama est réaffecté au Japon comme commandant de l'armée du district de l'Ouest et de la 16e armée régionale en novembre 1944. Elles sont composées des corps combattants des citoyens patriotiques et de garnisons, sont responsables du recrutement et de la défense civile et doivent défendre le Japon contre de prochaines invasions alliées de l'opération Downfall. Il est basé à Fukuoka au moment de la reddition du Japon.
En juillet 1946, Yokoyama est arrêté par les autorités d'occupation américaines et condamné à mort pour sa responsabilité de commandant dans les vivisections et autres expérimentations médicales humaines pratiquées à l'université impériale de Kyūshū sur des aviateurs alliés prisonniers. Il meurt de maladie à la prison de Sugamo de Tokyo alors qu'il attend un nouveau procès en 1952.